# L'Empire des sens
Cet article possède un paronyme, voir L'Empire des Sciences.
Pour plus de détails, voir Fiche technique et Distribution.
L'Empire des sens (愛のコリーダ, Ai no korīda, litt. « la corrida de l'amour ») est un film franco-japonais réalisé par Nagisa Ōshima, sorti en 1976. Il s'inspire d'une histoire vraie.
Il provoque un grand scandale lors de sortie en raison de scènes à caractère pornographique mais il est quand même présenté cette année-là au Festival de Cannes et connaît un succès international.

## Synopsis
1936, dans les quartiers bourgeois de Tokyo. Sada Abe, ancienne prostituée devenue domestique, aime épier les ébats amoureux de ses maîtres et soulager de temps à autre les vieillards vicieux. Son patron Kichizo, bien que marié, va bientôt manifester son attirance pour elle et va l'entraîner dans une escalade érotique qui ne connaîtra plus de bornes.
Kichizo a désormais deux maisons : celle qu'il partage avec son épouse et celle qu'il partage avec Sada. Les rapports entre Sada et Kichizo sont désormais épicés par des relations annexes, qui sont pour eux autant de célébrations initiatiques. Néanmoins, progressivement, ils vont avoir de plus en plus de mal à se passer l'un de l'autre, et Sada va de moins en moins tolérer l'idée qu'il puisse y avoir une autre femme dans la vie de son compagnon.
Kichizo demande finalement à Sada, pendant un de leurs rapports sexuels, de l'étrangler sans s'arrêter, quitte à le tuer. Sada accepte, l'étrangle jusqu'à ce qu'il meure, avant de l'émasculer dans un ultime geste. Elle écrit ensuite sur la poitrine de Kichizo, avec le sang de ce dernier : « Sada et Kichi, maintenant unis ».

## Fiche technique
- Titre original : 愛のコリーダ (Ai no korīda?)
- Titre français : L'Empire des sens
- Réalisation : Nagisa Ōshima
- Scénario : Nagisa Ōshima
- Musique : Minoru Miki (en) et chants traditionnels japonais.
- Photographie : Hideo Itō
- Montage : Keiichi Uraoka (ja)
- Sociétés de production : Argos Films (France) et Oshima Productions (Japon)
- Co-Production : Anatole Dauman et Le réalisateur japonais Koji Wakamatsu
- Pays d'origine :  France et  Japon
- Langue originale : japonais
- Format : couleur (Eastmancolor) - 1,66:1 - son mono - 35 mm
- Genre : drame érotique
- Durée : 102 minutes / 108 minutes 29 secondes (version longue)
- Dates de sortie :
  - Japon : 16 octobre 1976[1]
  - France : 15 septembre 1976[2]
- Interdit aux moins de 16 ans[3]. Le film n'est pas classé comme étant pornographique bien qu'il contienne des passages d'actes sexuels explicites et non simulés appartenant à cette catégorie.

## Distribution
- Eiko Matsuda (VF : Jeanine Forney) : Sada Abe
- Tatsuya Fuji (VF : Sady Rebbot) : Kichizo
- Aoi Nakajima (VF : Évelyn Séléna) : Toku
- Yasuko Matsui : le patron de l'auberge Tagawa
- Meika Seri : Matsuko
- Kanae Kobayashi : Kikuryû
- Taiji Tonoyama : le vieux mendiant
- Kyôji Kokonoe : Omiya
- Naomi Shiraishi : la geisha Yaeji

## Autour du film
Le film est inspiré d'un fait divers authentique. Dans le Japon militariste de 1936, un couple défraya la chronique en vivant une passion charnelle extrême. Sada Abe, ancienne geisha devenue prostituée puis servante, et son amant Kichizō Ishida s'entraînèrent mutuellement dans une spirale érotique qui les coupa progressivement du monde extérieur. Sada finit par tuer Ishida en l'étranglant pour stimuler son érection. Elle est retrouvée errant depuis deux jours dans les rues avec le sexe d'Ishida qu'elle avait tranché.
Lors de sa sortie en salle au Japon, en 1976, L'Empire des sens provoqua un vrai scandale en raison de son caractère pornographique. Il fut ainsi censuré dans son pays d'origine : scènes coupées, zones de flou sur les parties intimes (comme il est d'usage au Japon).
Malgré quelques ennuis, et grâce à la coproduction française, assurée par Anatole Dauman, le film fut diffusé dans le monde entier et connut un grand succès. L'Empire des sens fut présenté au festival de Cannes 1976, lors de la Quinzaine des réalisateurs. Néanmoins, en juillet 1976, la police perquisitionne dans les locaux de la maison d'édition San'ichi shobo et au domicile du cinéaste. Le livre L'Empire des Sens, comprenant le scénario du film et plusieurs photos de plateau, est saisi. En vertu de l'article 175 du code pénal japonais, l'éditeur Takemura Ajime et Nagisa Ōshima sont accusés d'obscénité et poursuivis par le parquet. Leur procès commence en décembre 1976, et trois ans plus tard, après vingt-trois audiences, un jugement favorable aux deux accusés est rendu.
Bien plus qu'un simple divertissement osé, le film interroge les limites de l'érotisme, les relations entre raison et passions, les sens du mot « sens » lui-même, et peut être vu comme une illustration de la phrase de Georges Bataille : « De l'érotisme, il est possible de dire qu'il est l'approbation de la vie jusque dans la mort. » Mais si Bataille y voit une célébration ultime de la vie, la soumission aux sens — à travers l'érotisme et l'hédonisme — peut aussi être perçue comme une déviance, perverse et morbide, qui isole et coupe du monde, c'est-à-dire une impasse. Toujours est-il que cette voie mène l'héroïne à une forme de bonheur, même si cela implique la mort de l'homme qu'elle aime, et la folie.

Le réalisateur japonais Nagisa Ōshima se garde bien de tout jugement moral quant à cet amour fou et finalement meurtrier, précisant ainsi : « Associé à Sada, le mot de "meurtrière" me choque comme il étonnerait tout Japonais. Si, au départ, Sada et Kichi semblent n'être que des libertins, ils s'acheminent néanmoins vers une forme de sanctification ». Le titre original en japonais (Ai no korīda, littéralement « Corrida d'amour ») correspond davantage au propos de Ōshima, qui considère qu'entre l'amour, la passion physique, la jouissance née du plaisir sexuel et la mort, il y a « un lien indissoluble ». 

« Dans l'extase de l'amour, ne s'écrie-t-on pas : “Je meurs ?” ; et il ajoute, rejetant ainsi toute équivoque quant au sordide ou macabre de son esthétique : "Je rêve depuis toujours de confondre rêve et réalité". »

C'est dans ce sens qu'il défendit le film dans son plaidoyer, au moment de son procès à Tokyo en 1978, insistant avant tout sur la dimension amoureuse de cette histoire : 

« On se doit de remarquer qu'elle [Abe Sada] désigne elle-même ses rapports avec Ishida Kichizô du mot “d'amour”. Pour Abe Sada, les rapports qu'elle avait avec Ishida ne consistaient pas uniquement à satisfaire ses propres désirs sexuels, c'était indubitablement et sans équivoque de “l'amour” et l'affaire Abe Sada fut une affaire “d'amour”. Mais les journalistes de l'époque en parlèrent comme s'il se fût agi de luxure ou d'une affaire “à sensation”. »

La traduction du titre japonais en français fait référence à l'essai de Roland Barthes intitulé L'Empire des signes, publié en 1970. Il y est dit au sujet de la sexualité au Japon : 

« Au Japon — dans ce pays que j'appelle le Japon — la sexualité est dans le sexe et non ailleurs ; aux États-Unis, c'est le contraire : le sexe est partout, sauf dans la sexualité. »

## Critiques
L’Empire des sens a donné lieu à un des moments d’anthologie des débats cinématographiques entre Georges Charensol et Jean-Louis Bory dans l'émission Le Masque et la Plume, à propos de la distinction entre érotisme et pornographie.
Georges Charensol juge que le film appartient à la première catégorie car il se situe plus dans la « tête des intéressés que dans leur rapport physique ». Il soutient que c'est le propre de l’érotisme. Il ajoute au passage que le sujet principal du film est ici un « érotisme qui touche à la folie et à la mort ».
Jean-Louis Bory, pour qui le film est clairement pornographique mais « sublime », refuse de distinguer « sexuel, érotique et porno ». En effet, il réfute l'idée selon laquelle on parle de « porno pour les travailleurs immigrés ou les miséreux sexuels de la rue Saint-Denis » et d'érotisme lorsqu'on « baise sur du Mozart dans des lumières à la Georges de La Tour [...] ou que l'on fait des fellations sur une cantate de Bach » car pour lui la « paire de fesses est la même ! ».

## Distinctions
Sauf indication contraire, les informations mentionnées dans cette section peuvent être confirmées par la base de données cinématographiques IMDb,  présente dans la section « Liens externes ».
- 1976 : Sutherland Trophy au festival du film de Londres
- 1976 : prix spécial du jury au festival international du film de Chicago
- 1976 : Hōchi Film Award du meilleur acteur pour Tatsuya Fuji